# Старова-Гура
Старо́ва-Гу́ра (пол. Starowa Góra) — село в Польше, входит в гмину Жгув Восточно-Лодзинского повята Лодзинского воеводства.

## География
Село располагается в 5 км от [административного центра гмины города Жгув и в 10 км от центра воеводства города Лодзь.

## Транспорт
Через село проходит государственная трасса 1. Село входит в транспортную лодзинскую транспортную систему (автобусные линии 70, 93) и междугороднего автобусного сообщения линии Лодзь-Тушин.

## Население
Численность населения села Старова-Гуры составляет около 2.300 человек.